# Schloss Brudersdorf

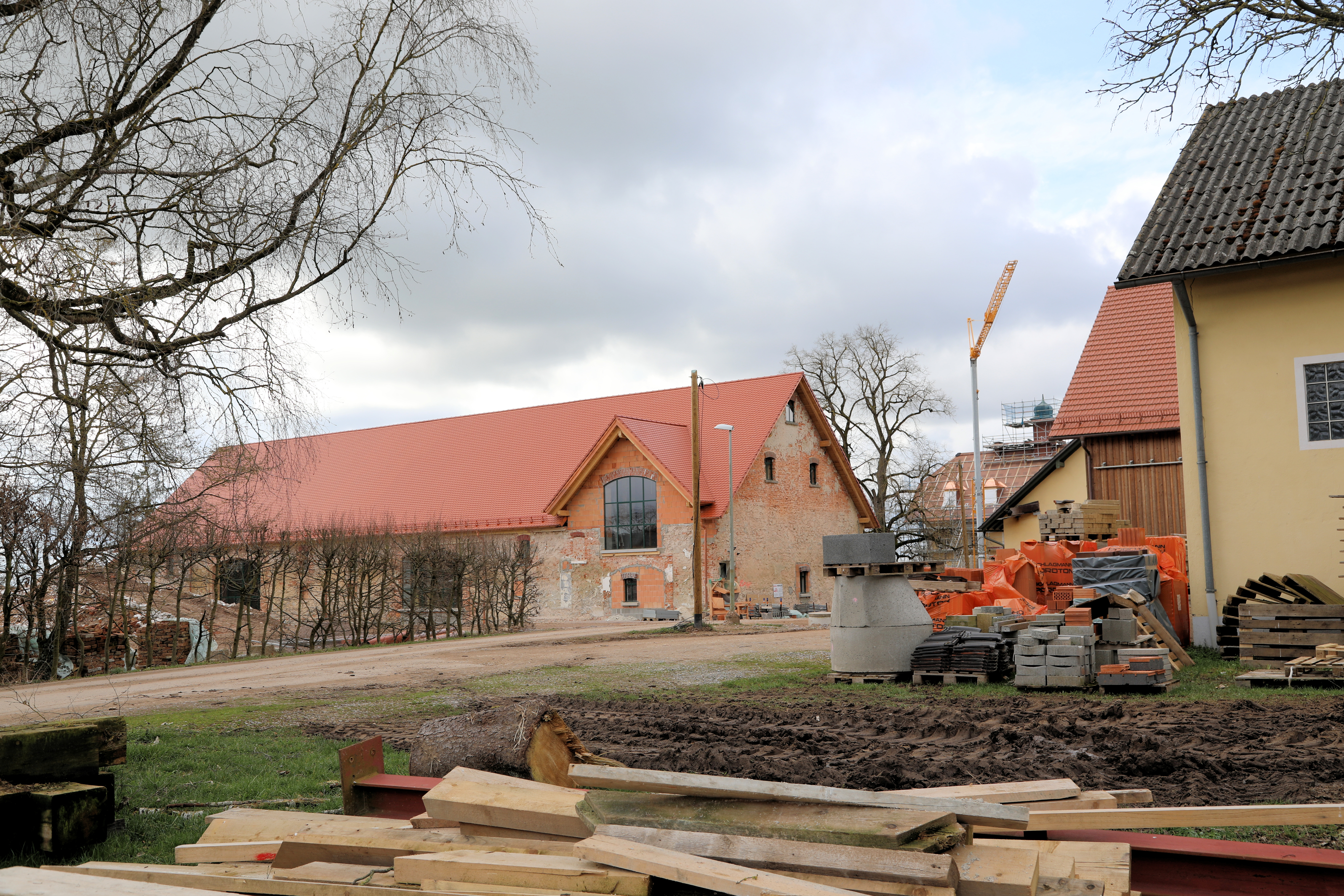
Gutskomplex (2023)

Das Schloss Brudersdorf liegt in Brudersdorf (Brudersdorf 7), einem Ortsteil der oberpfälzischen Stadt Nabburg im Landkreis Schwandorf. Die Anlage ist unter der Aktennummer D-3-76-144-105 als denkmalgeschütztes Baudenkmal von Brudersdorf verzeichnet.

## Beschreibung
Die Anlage besteht aus einem Herrenhaus mit einem Gutshof; sie ist eine Vierflügelanlage, wobei auf einer Seite der Herrenhof steht und die anderen Seiten aus verschiedenen landwirtschaftlichen Gebäuden bestehen.
Das Herrenhaus ist ein zweigeschossiger Schopfwalmdachbau mit einem Dachreiter und einem hohen Kellergeschoss; der Dachreiter besitzt einen barock anmutenden Zwiebelturm. Die Fassade ist mit Gesimsen gegliedert und besitzt eine Eckquaderung. Die Fenster sind mit geohrten Fensterfaschen ausgestattet. Das Eingangsportal besitzt eine dreiseitige Freitreppe.
Das Gebäude wurde im frühen 20. Jahrhundert im Heimatstil errichtet. Heute wird die Anlage als landwirtschaftlicher Betrieb, der sich auf die Produktion von Eiern und Eiprodukten spezialisiert hat, genutzt.